# Vikingeblod
Pour plus de détails, voir Fiche technique et Distribution.
Vikingeblod (« Le sang (du) Viking » ou « Le sang des Vikings ») est un film danois réalisé par Viggo Larsen, sorti en 1907.
Ce film muet en noir et blanc est l'un des premiers films à mettre en scène les Vikings.

## Fiche technique
- Titre original : Vikingeblod
- Réalisation : Viggo Larsen
- Directeur de la photographie : Axel Sørensen
- Société de production : Nordisk Film Kompagni
- Société de distribution : Nordisk Film Kompagni
- Pays d'origine :  Danemark
- Langue : danois
- Format : Noir et blanc – 1,33:1 – 35 mm – Muet
- Genre : Drame historique
- Longueur de pellicule : 170 m
- Année : 1907
- Dates de sortie :
  -  Danemark : 6 septembre 1907

## Distribution
- Viggo Larsen
- Gustav Lund (da)
- Clara Nebelong (da)
- Robert Storm Petersen (en)